# يو إف سي ليلة القتال: سميث ضد راكيتش
يو إف سي ليلة القتال: سميث ضد راكيتش (بالإنجليزية: UFC Fight Night: Smith vs. Rakić)‏ هو حدث لفنون القتال المختلطة نظمته يو إف سي، أُقيم في 29 أغسطس 2020، على يو إف سي أبيكس في إنتربرايز، نيفادا، وهي جزء من منطقة لاس فيغاس الحضرية، الولايات المتحدة.